# Breń (jezioro)
Breń – jezioro na Pojezierzu Dobiegniewskim, położone w województwie zachodniopomorskim, w powiecie choszczeńskim, w gminie Bierzwnik. 
Powierzchnia zbiornika wynosi 29,28 ha. Breń ma wydłużony kształt o przebiegu południkowym. 
Zbiornik znajduje się w zlewni Mierzęckiej Strugi. Jezioro znajduje się na pograniczu Pojezierza Dobiegniewskiego i Równiny Drawskiej, rozpoczynającej się na północ od Brnia 
Ok. 0,3 km na północny zachód leży wieś Breń, a na wschodnim brzegu kolonia wsi.